# Carthage de Lismore
Saint Carthage de Lismore, ou Carthage le Jeune (en latin : Carthagus),  également appelé Carthach,  ou Mochuda, ou Cuda (mort en 637 ou 638) est un religieux irlandais des VIe et  VIIe siècles, tour à tour moine, prêtre, ermite, abbé et évêque. Il est connu pour avoir fondé l'abbaye de Lismore (en) (en irlandais : Les Mór ), dans le comté de Waterford. Sa Vie est décrite dans plusieurs recensions irlandaises et latines, qui semblent dériver d'un original latin écrit au XIe ou au XIIe siècle.   

## Biographie
Originaire du comté de Kerry, né vers 555, Carthage de Lismore est l'un des saints irlandais les plus réputés et charismatiques du début du VIIe siècle. 
D'abord garçon de ferme et porcher, tandis qu'il s'occupe des bêtes, il est séduit par le chant d'un homme religieux  qui passent accompagné par quelques autres. Il s'agit de saint Carthage l'Ancien qui, comme à son habitude, chante des psaumes quand il se déplace avec des frères. Le jeune homme décide alors de le rencontrer et c'est ainsi qu'il devient moine au monastère voisin faisant de son homonyme son père spirituel, qui le forme, et le fait devenir prêtre.  
Puis vers vingt-cinq ans, il se fait ermite à proximité de Kiltallagh (en) y créant un ermitage qui attire de plus en plus de disciples et de pèlerins. Il invite de nombreuses femmes attirées par son physique et son aura à transformer leur attirance en fiancées du Christ, leur construisant des cellules pour la prière. 
Sur ce, il décide d'aller rencontrer des homologues et il commence par l'Irlande du Nord, foyer de ses origines, séjournant au monastère réputé de Bangor dirigé par saint Comgall où il reste un an. Il poursuit ses visites auprès d'autres dans divers lieux, et vers 590, sur le conseil de saint Colmán Elo (en), il rejoint le monastère de Rahan (comté d'Offaly) (en) fondé au Ve siècle sur le territoire des Uí Néill.   
Bien lui en a pris puisqu'il est devenu son abbé durant une quarantaine d'années en le réorganisant. Il composa une règle pour ses nombreux moines (jusqu'à plus de 800), un poème métrique de 580 lignes, divisé en neuf sections distinctes, un document de référence littéraire et religieux notable de la première Église irlandaise. 
Rahan est devenu de plus en plus célèbre en tant qu'école ecclésiastique, avec douze noms se détachant appelés "les douze disciples de Mochuda". Parallèlement à ses fonctions d'abbé, Carthage est également élu évêque de Firceall (en) (en irlandais : Fir ceala, signifiant hommes des Églises).  

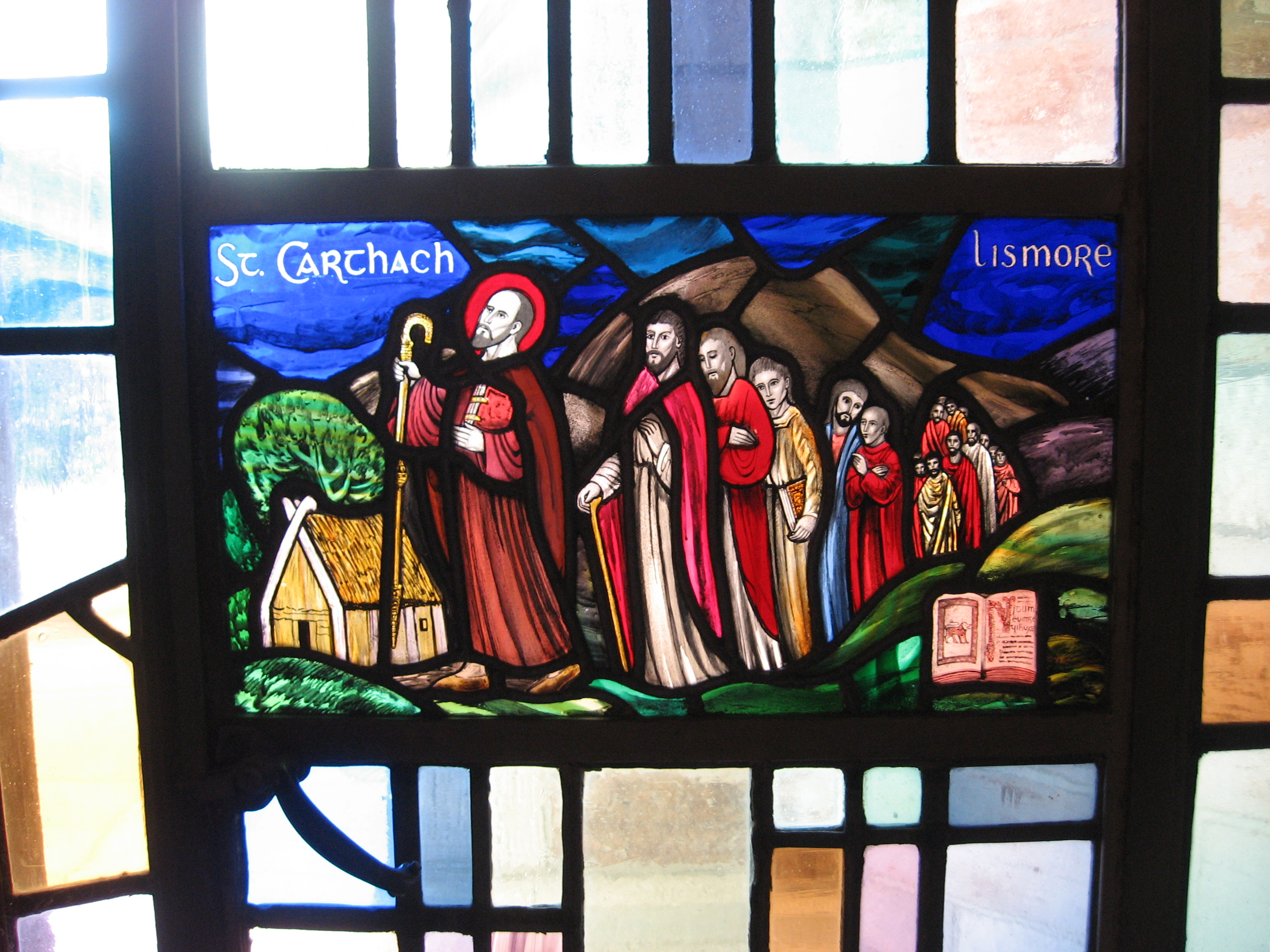
Saint Carthage de Lismore avec ses moines lors de son parcours de Rahan à Lismore, vitrail de la cathédrale de l'Apprentissage de l'université de Pittsburgh, États-Unis.

Après une longue période de prospérité et de calme, Carthage se voit chassé de Rahan avec sa compagnie de moines vers l'an 631 par le roi Blathmac. Les causes semblent être la jalousie d'une certaine partie du clergé, ou la controverse de Pâques (en) sur la date correcte de sa célébration qui se poursuivait depuis le IIe siècle.  
Après plusieurs mois de pérégrination, un terrain lui est offert en 632 à Lismore où il établit un nouveau monastère. Il y règne à nouveau comme abbé durant quelques années avant de ressentir le poids de l'âge. C'est alors qu'il choisit de se retirer dans une retraite à quelques kilomètres. Au bout d'un an et demi, sentant ses forces s'affaiblir, il demande à être transporté pour se rapprocher de sa dernière fondation, mais sur le chemin il rend son âme à Dieu près d'une fontaine où une croix sera dressée dite de la migration (crux migrationis). Son successeur est saint Catalde de Tarente. 
Lismore s'est développé au point de devenir un siècle après la mort de saint Carthage l'une des grandes écoles monastiques d'Irlande, attirant nombre de novices et d'étudiants, et même de l'étranger. Un diocèse s'est également établi portant son nom.